# Nordlippe
Nordlippe ist eine Region im Norden des Kreises Lippe in Nordrhein-Westfalen und besteht aus den Gemeinden Dörentrup, Extertal und Kalletal und der Stadt Barntrup.

## Geschichte
Das Gebiet begreift sich als ländliche und kulturelle Einheit. Zahlreiche Institutionen wie Behörden, Medien und touristische Angebote nutzen inzwischen diesen relativ neuen Namen.
Von 2007 bis 2014 und von 2014 bis 2020 wurde die Region im Rahmen der LEADER-Strukturmittel der EU gefördert, in der Förderperiode 2007–2014 als eine von zehn Förderregionen in Nordrhein-Westfalen.

## Geografie
Nordlippe liegt im nördlichen Lipper Bergland und senkt sich nach Norden ins Wesertal ab. Der Steinberg ist mit 396 m die höchste Erhebung in Nordlippe.